# Közönséges méreggyilok
A közönséges méreggyilok vagy vadpaprika (Vincetoxicum hirundinaria) a meténgfélék családjába tartozó, Eurázsiában és Észak-Afrikában honos, erdőkben, cserjésekben, réteken élő, mérgező növény. Nevét onnan kapta, hogy régen a kígyómarást próbálták gyógyítani vele. 

## Megjelenése
A közönséges méreggyilok 30-120 cm magas, lágyszárú, évelő növény. Gyöktörzse rövid, kúszó. Szára felálló, hengeres, gazdagon leveles. Keresztben átellenesen álló levelei rövid nyelűek, szíves vagy lekerekített vállúak, ép szélűek, alakjuk hosszúkás-lándzsás, csúcsuk kihegyezett (paprikalevélre emlékeztetnek). A szár felső része és a levéllemez széle pelyhes. 
Májustól augusztusig virágzik. Laza bogernyős virágzatai a levelek hónaljából nőnek. Virágai kb. 1 cm átmérőjűek, szaguk rothadó gyümölcsre emlékeztet. Az 5 fehér csészelevél sziromszerű, megnyúlt, a tövénél összenőtt. A sziromlevelek aprók, zöldesfehérek, tompa végűek, összenőttek. A porzók száma 5, a termőké 2. 
Termése 4-8 cm hosszú, hosszúkás-hengeres, csupasz, kihegyesedő csúcsú, éréskor felhasadó tüsző. Lapított magvai tojásdadok, 6-7 mm hosszúak, éles szegélyűek, végükön 1,5-3 cm hosszú, selymes szőrbóbitával. 

## Elterjedése és életmódja
Európában, Nyugat-Ázsiában és Észak-Afrikában honos. Észak-Amerikába behurcolták. Magyarországon gyakori.
Száraz gyepekben, erdőkben, cserjésekben, irtásokban, sziklás lejtőkön található meg. 

## Toxicitása
Mérgező. Minden része vincetoxin glikozidot és aszklepion keserűanyagot tartalmaz. Főleg a kiválasztószerveket és az idegrendszert támadja. Elsősorban a legelő állatok mérgeződhetnek meg (különösen a juhok érzékenyek), ilyenkor tüneteik: feltűnő szomjúságérzet, hányás, hasmenés, gyakori vizelés, gyengeség, bágyadtság, bizonytalan járás. A megbetegedés lassan fejlődik ki, 2-4 hét is eltelhet a tünetek jelentkezéséig. Súlyos esetben elhullással végződhet.  

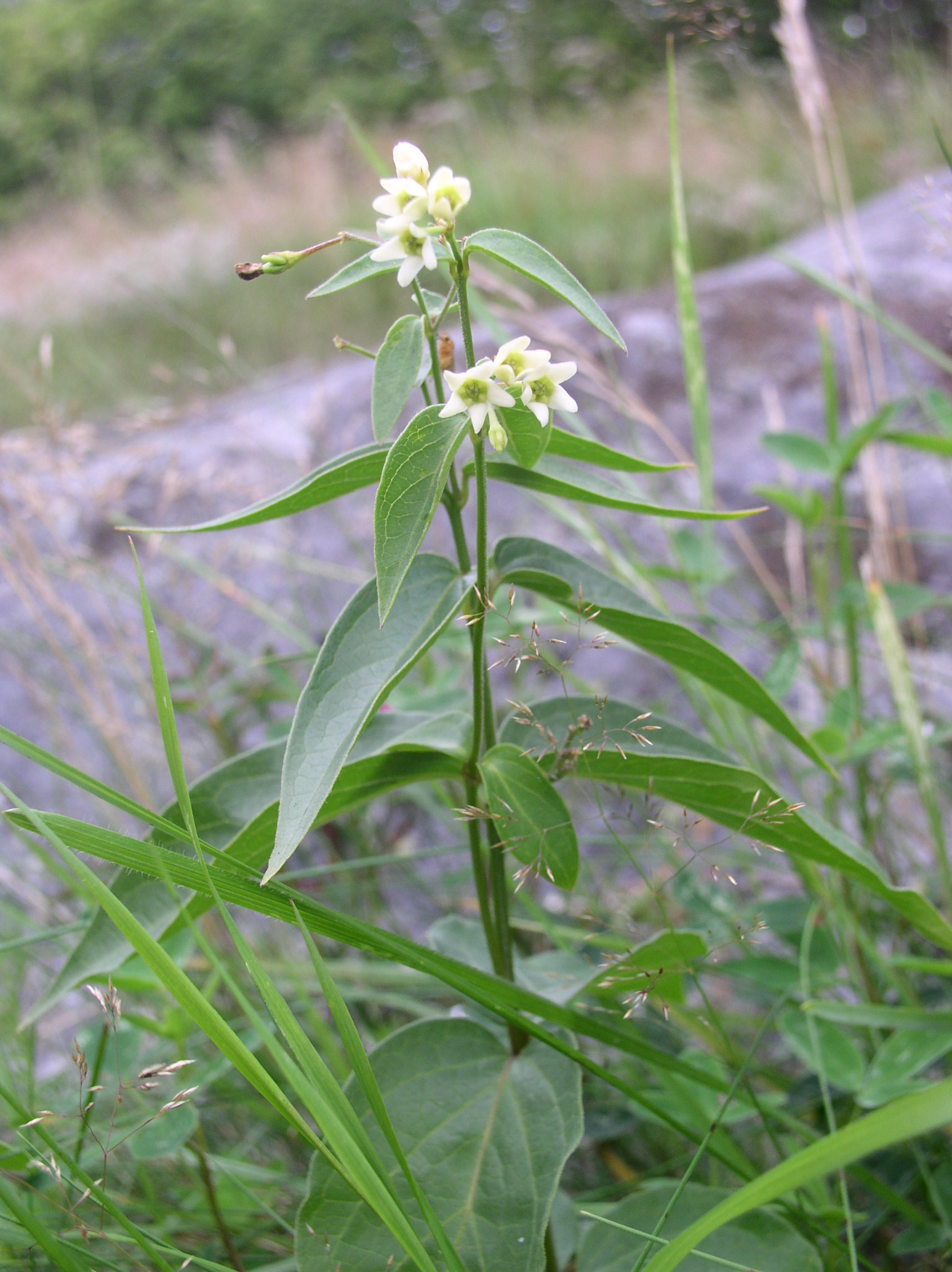
Habitusa
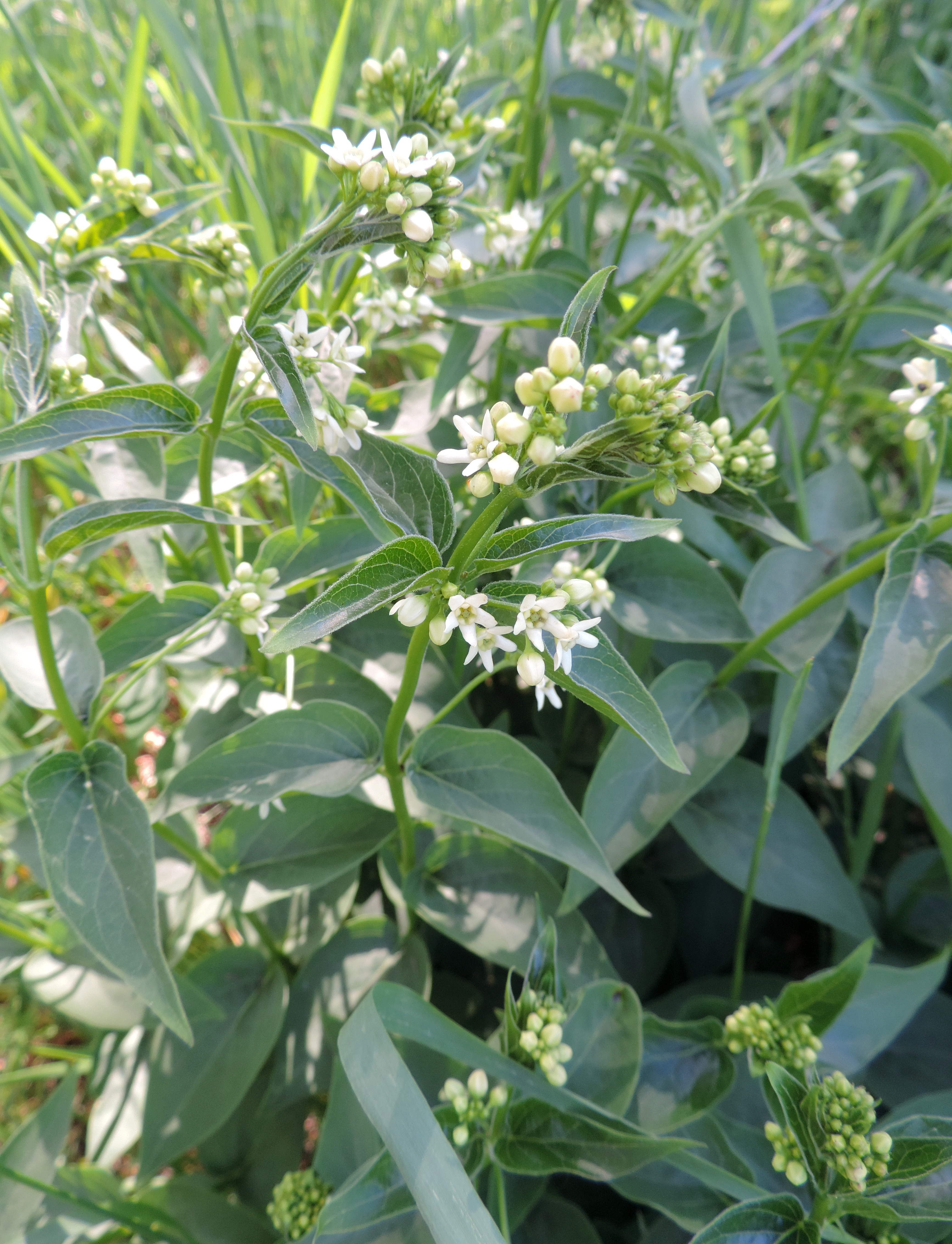
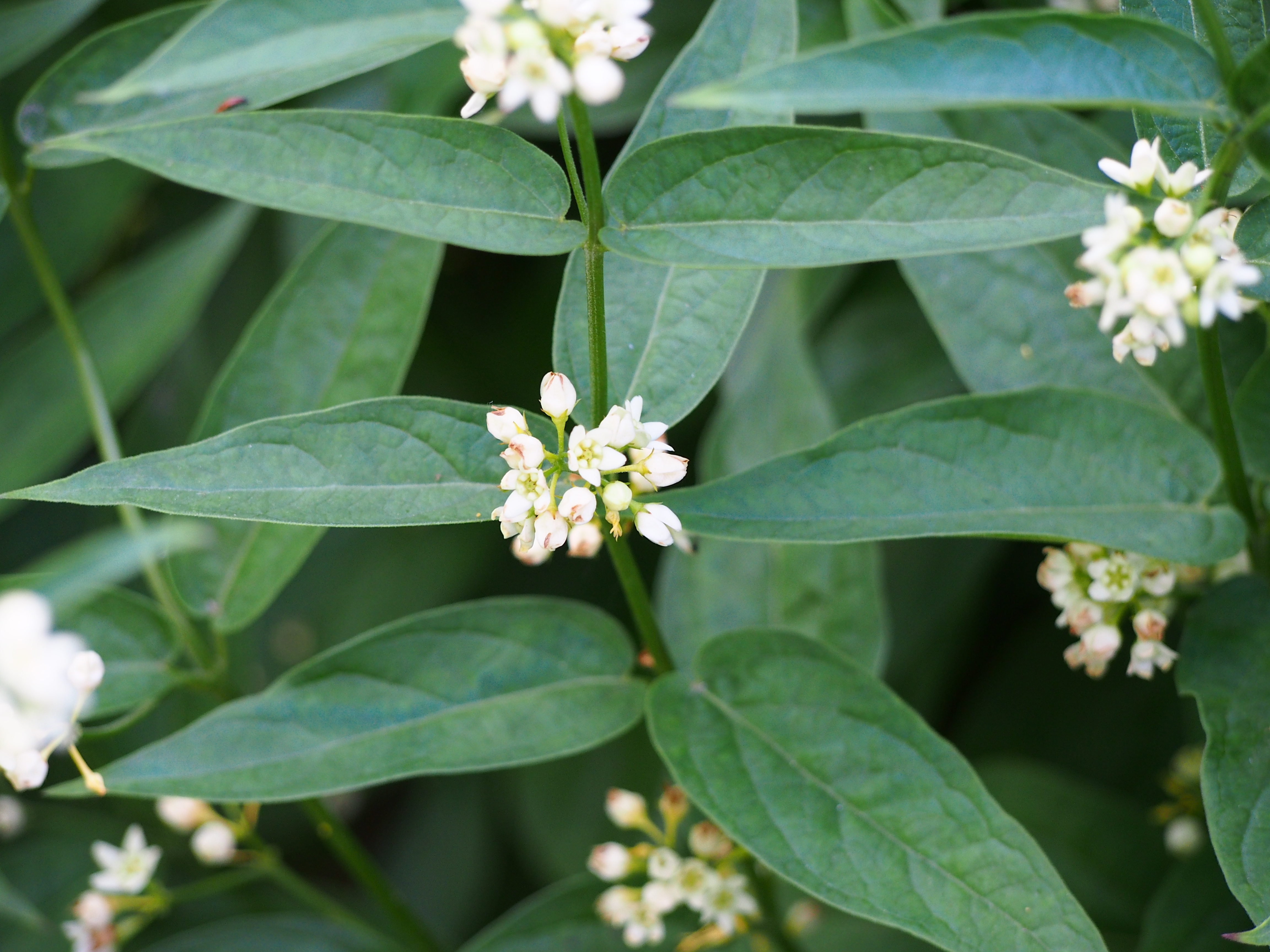
Virágzata
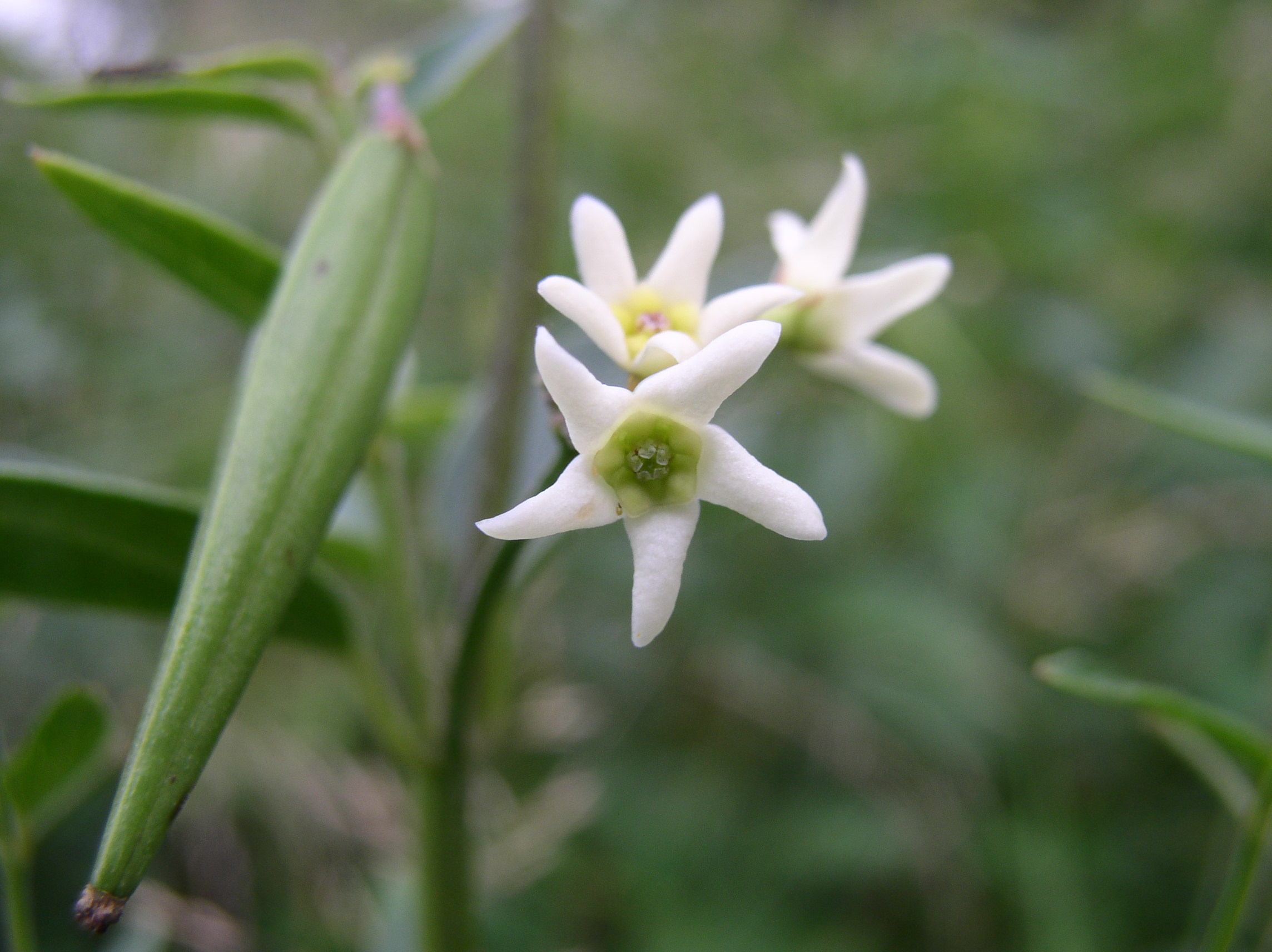
Virága
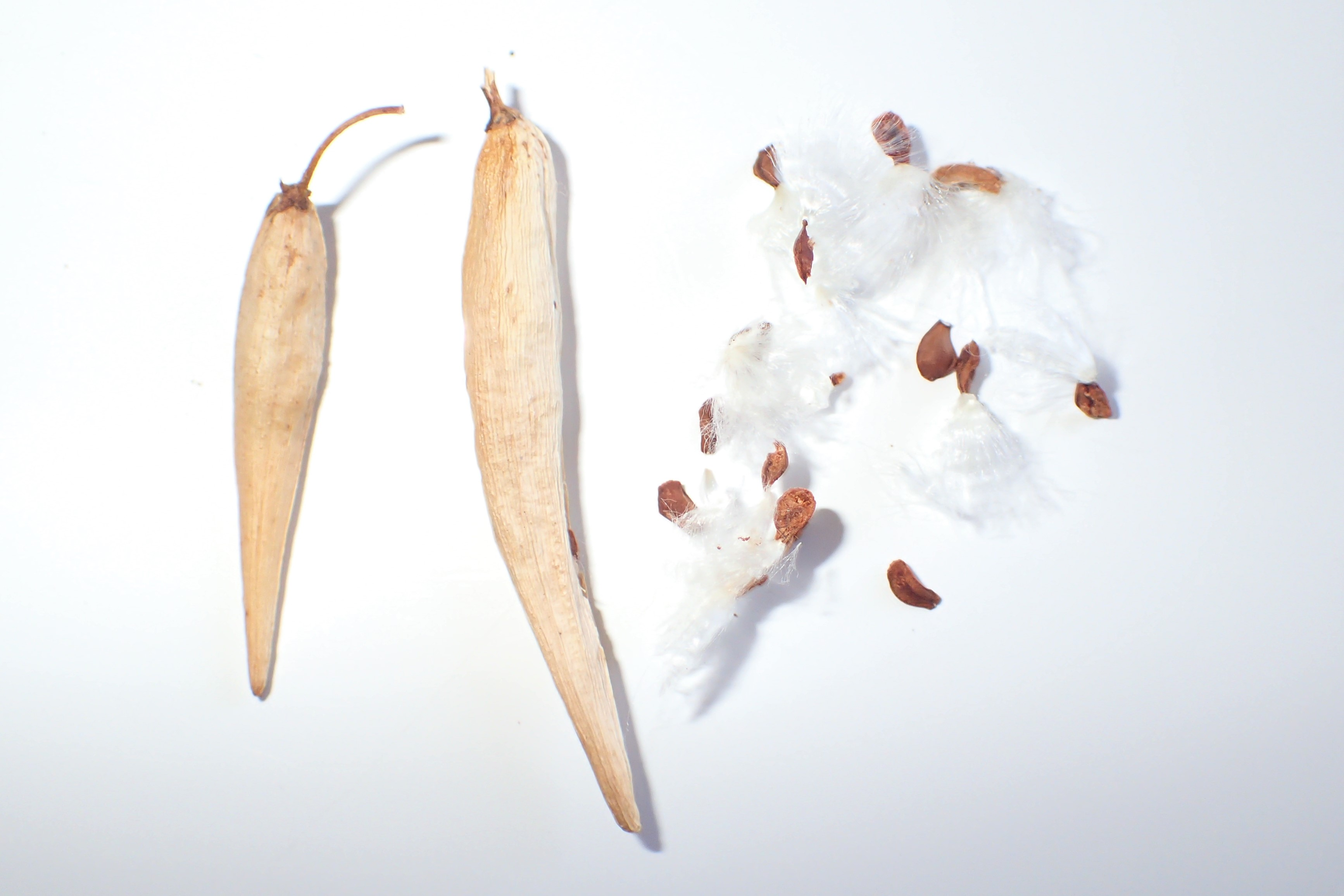
Termése és magvai